# Готхелф Адолф фон Хойм
Готхелф Адолф фон Хойм (на немски: Gotthelf Adolf Graf von Hoym; * 24 октомври 1731, Дрезден; † 22 април 1783, Дройсиг, Саксония-Анхалт) е граф на Хойм в Дройсиг и политик на Курфюрство Саксония.

## Биография
Той е син на кралския полски и саксонски таен съветник граф Лудвиг Гебхард II фон Хойм (1678 – 1738) и съпругата му графиня Рахил Луиза фон Вертерн (1699 – 1764), дъщеря на саксонския министър граф Георг (VII) фон Вертерн-Байхлинген (1663 – 1721) и Рахил Хелена фон Милтиц от род Шарфенберг (1676 – 1736). Внук е на фрайхер Лудвиг Гебхард I фон Хойм (1631 – 1711) и втората му съпруга Катарина София фон Шьонфелд († 1681). Брат е на Георг Лудвиг фон Хойм (1720 – 1738), Юлиус Гебхард фон Хойм (1721 – 1764), Хенриета Шарлота фон Хойм (1726 – 1766), омъжена за Карл Зигисмунд фон Арним, Кристиана Каролина фон Хойм (1728 – 1760), омъжена за граф Лудвиг Зигфрид I фон Витцтум-Екщет (1716 – 1777), и на Хелена Рената фон Хойм (* 1733), омъжена за Хайнрих Адолф фон Рьодерн (1729 – 1759) и 1769 г. за Лудвиг Готлоб фон Лютихау.
Готхелф Адолф фон Хойм е господар в Глайна и Талвиц, наследява по-късно също Дройсиг и Гутеборн. Както повечето от фамилията му, той прави кариера в саксонския двор, става таен съветник и по-късно министър.
Готхелф Адолф наследява бездетния си по-голям брат Юлиус Гебхард фон Хойм.

## Фамилия
Готхелф Адолф фон Хойм се жени на 27 ноември 1769 г. в Гера за графиня София Августа фон Щолберг-Росла (* 11 юни 1754, Росла; † 3 март 1776, Дрезден), дъщеря на граф Фридрих Бото фон Щолберг-Росла (1714 – 1768) и графиня Хенриета Ройс-Гера (1723 – 1789), дъщеря на граф Хайнрих XXV Ройс-Гера (1681 – 1748) и пфалцграфиня София Мария фон Биркенфелд-Гелнхаузен (1702 – 1761). Те имат две дъщери:
- Луиза Хенриета фон Хойм (* 30 март 1772, Дрезден; † 19 април 1832, Еберсдорф), единствена наследничка, омъжена на 16 август 1791 г. в Гера за граф и княз Хайнрих LI фон Ройс-Еберсдорф (* 16 май 1761, Еберсдорф; † 10 юли 1822, Еберсдорф)[3]
- Амалия Августа фон Хойм (* 26 август 1773; † 13 февруари 1774)